# Multichannel Audio Digital Interface
Pour les articles homonymes, voir Madi.

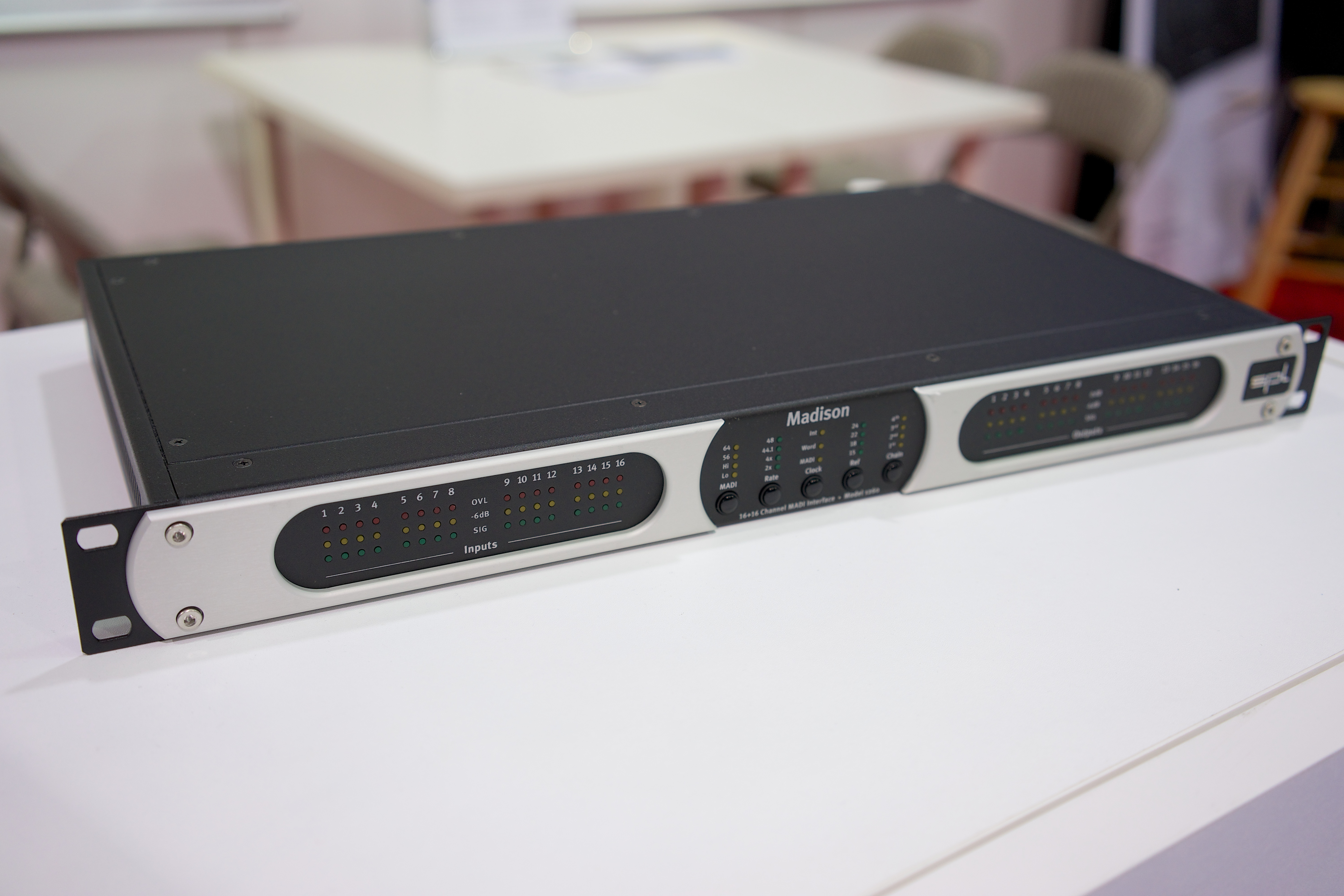
SPL Madison (model 1260) 16+16 Channel MADI interface

Le Multichannel Audio Digital Interface (MADI), ou encore AES 10 est une liaison audio-numérique définie par un standard de l'Audio Engineering Society. Elle supporte jusqu'à 64 canaux audio, avec une fréquence d'échantillonnage de 48kHz, et une résolution de 24 bits par canal. Une trame de MADI est en réalité constituée de 64 sous-trames de signal au standard AES/EBU.